# Круглов Микола Миколайович
Круглов Микола Миколайович (рос. Круглов Николай Николаевич; *8 квітня 1981 року, Нижній Новгород, Росія) — російський біатлоніст. Чотириразовий чемпіон світу, срібний призер Олімпіади.